# Miroslav Servít
Miroslav Servít (17. prosince 1886 Kukleny u Hradce Králové – 6. dubna 1959 Libonice u Hořic) byl český pedagog a přírodovědec.

## Život
Miroslav Servít se narodil v Kuklenách u Hradce Králové. Absolvoval Přírodovědeckou fakultu Univerzity Karlovy v Praze a stal se významným badatelem v oborech morfologie a ekologie lišejníků, řas, mechů a mikromycet.

### Pedagogická a vědecká činnost
Po studiu nejprve působil jako středoškolský učitel na Vyšší hospodářské škole v Hořicích v Podkrkonoší. Dne 15. září 1923 se stal jejím správcem. Poté, co byla škola v roce 1925 změněna na dvouletou hospodářskou odbornou školu, byl zvolen jejím ředitelem.
Miroslav Servít vedl nově založenou zemědělskou výzkumnou stanici a stal se redaktorem časopisu „Žatva“. Mimo jiné se plně věnoval zušlechťování hořického ječmene, pšenice a hořického ovsa. Ministerstvem zemědělství byl pověřen pořádáním odborných kurzů pro sedláky a rolníky. Servít byl členem Československé botanické společnosti, publikoval vědecké studie v češtině, němčině a latině.
„Intenzivně se zabýval šlechtěním a pokusnictvím, zaměřil se rovněž na výzkum pyrenokarpních lišejníků.“
Mezi léty 1936 a 1943 působil jako ředitel rolnické školy v Kuklenách, poté byl z politických důvodů předčasně penzionován. Po druhé světové válce se vrátil k pedagogické činnosti a v říjnu roku 1945 byl jmenován do funkce ředitele Vyšší rolnické školy v Kadani. Ve školním roce 1945/1946 je zde poprvé vyučovacím jazykem čeština, v prvním ročníku studuje 45 studentů. Servít není zaměřený pouze na školu, ale je uchvácen i rozmanitostí přírody na Kadaňsku. 

### Nesnáze v době komunismu
V únoru roku 1948 se Miroslav dostává do sporů s komunistickými mocipány. V červnu roku 1950 je opět z politických důvodů donucen opustit školství a znovu je penzionován. Kvůli obživě přijal místo učitele v jednotřídce v Petlerech u Klášterce nad Ohří, kde zároveň uklízel a dělal školníka.
„Málokdo tehdy na Kadaňsku věděl, že nenápadný učitel Servít je významným vědcem, který i přes klatbu komunistického režimu spolupracoval externě s Československou akademií věd v Praze a s pomocí svých akademických přátel i nadále publikoval.“

### Historický odkaz
Po několika letech strávených v jednotřídce se přestěhoval do Podkrkonoší. RNDr. Miroslav Servít po sobě zanechal velmi významné přírodovědné dílo. Je autorem několika knih, studií a článků. V roce 1992 byla založena Nadace RNDr. Miroslava Servíta a 19. června 1999 byla odhalena pamětní deska na budově zemědělské školy v Kadani.
Miroslav Servít zemřel v zapomenutí 6. dubna 1959.

## Dílo
- Cena výběru individuí při zušlechťování hospodářských rostlin (1926)[3]
- Pokusy s populacemi hospodářských rostlin
- Nové druhy Verrucarií a příbuzných rodů
- Rostlinopis pro rolnické školy a odborné hospodářské školy (1937)[4]
- Československé lišejníky čeledi Verrucariaceae (1953)[4]
- Klíč k určování lišejníků ČSR (1956, spoluautor[4])